# Tulsa
Tulsa város az Amerikai Egyesült Államokban, Oklahoma államban, Tulsa megye székhelye. Az Amerikai Egyesült Államok 46. legnagyobb városa. Népessége 2015-ben 403 505 fő volt.

## Fekvése
Az Arkansas folyó partján fekszik, Oklahoma állam északkeleti részén található.

## Éghajlata
Az éves csapadékmennyiség 1 080 mm, az évi középhőmérséklet 16 °C, a valaha mért legmagasabb hőmérséklet 46 °C volt, ezt 1936. augusztus 10-én mérték. A leghidegebb 1930. január 22-én volt, -26,7 °C. Tavasszal és nyáron gyakoriak a zivatarok, időnként tornádók is előfordulnak, legutóbb 2017. augusztus 6-án. Évente átlagosan 24,4 cm hó hullik, az átlagos évi csapadékmennyiség 1 040 mm.

## Története
1828 és 1836 között lochapoka és krík indiánok laktak a területen. A város neve a krík Tallasi szóból ered, ami öreg várost jelent. A város első polgármesterét, Edward Calkinst 1898. január 18-án választották meg. 1901-ben megépült a város első olajkútja, a Sue Bland no.1. 1909-re az kőolajipar fellendülésének köszönhetően Tulsa lakossága 18 000 főre emelkedett. 1921. május 31-én etnikai zavargások törtek ki a város Greenwood negyedében, 39 (16 fehér, 23 fekete bőrű) ember halálát és jelentős anyagi kárt okozva. 1927-ben Cyrus Avery kampányt indított a 66-os útvonal (a Route 66) létrehozására. Terveihez a texasi Amarillo, és szülővárosa, Tulsa között már meglévő útvonalat használta fel. 1949. július 7-én Dawson város Tulsa része lett, így területe 6.5 km²-rel, lakossága 3 500 fővel nőtt. Az 1950-es években a Time magazin az USA legszebb városának választotta. 1970-ben megnyílt az ország egyik leghosszabb kikötője, a Catoosa. 1982-ben az olajárak zuhanása miatt gazdasági recesszió következett be a városban, ami egy évtizedig tartott. A város arénája, a César Pelli által tervezett, kosárlabdának, jégkorongnak, valamint koncerteknek helyet adó BOK Center 2008. augusztus 30-án nyílt meg.

## Gazdaság
A város legfontosabb ágazata az olajipar, az 1920-as évektől a világ olajfővárosának számított, ebben az időben 400 olajcégnek volt itt központja. A városban az alábbi vállalatoknak van központja: Aaon, Dollar Thrifty Automotive Group, Oneok, SemGroupStat, SoftWilliams Companies, BOK Financial Corporation. A településen található a BNSF Railway egyik rendezőpályaudvara.

## Népesség
A 2010-es népszámlálás szerint: fehér 62,6% (ebből 57,9% nem spanyol eredetű fehér), afroamerikai 15,6%, indián  5,3%, ázsiai 2,3%, hawaii és egyéb csendes-óceáni 0,1%, egyéb 8%, két vagy több rasszhoz tartozó 5,9%, spanyol eredetű 14,1% (ebből 11,5% mexikói). A népesség 2010-ben 391 306 fő volt, a háztartások száma 163 975, 95 246 család él a városban, a háztartások 34,5%-át egy fő alkotja. 
A város lakosságának átlagéletkora 34 év, a kor szerinti eloszlás szerint a lakosság 24,8%-a 18 év alatti, 10,8%-a 18 és 24 év közötti, 29,9%-a 25 és 44 év közötti, 21,5%-a 45 és 64 év közötti, 12,9%-a pedig 65 éves vagy annál idősebb. 100 nőre átlagosan 93,5 férfi jutott. Az egy főre jutó jövedelem átlagosan 26 727 dollár. A lakosság 19,4%-a él a szegénységi küszöb alatt. A 25 év feletti lakosság 29,8%-a rendelkezik diplomával.
| Lakosok száma | 1390 | 18 182 | 72 075 | 124 478 | 331 800 | 375 000 | 381 400 | 391 906 | 403 505 | 413 066 |
|               | 1900 | 1910   | 1920   | 1925    | 1970    | 1984    | 1998    | 2010    | 2015    | 2020    |

## Oktatás
A városnak jelenleg 15 felsőoktatási intézménye van, ebből 2 magánegyetem. A fontosabb intézmények:
- Central High School, 1906-ban alapították Tulsa High School néven.
- Booker T. Washington főiskola, 1913-ban alapították.
- Bishop Kelly főiskola, római katolikus iskola, 1960-ban alapították.
- Cascia Hall főiskola, római katolikus iskola, 1926-ban alapították.
- Holland Hall főiskola, 1922-ben alapították.
- Tulsai egyetem, 1894-ben alapították, jelenleg 348 karon 4 412 hallgatója van.
- Oral Roberts egyetem, 1963-ban alapították, jelenleg 4 000 hallgatója van.
- Spartan College, repüléstani és műszaki intézmény, 1928-ban alapították.

## Média
A város vezető újsága az 1905-ben alapított Tulsa World. Tulsának van az 59. legnagyobb televíziópiaca az Egyesült Államokban.

## Kultúra
- A városban született a Western swing zenei műfaj.
- Tulsában játszódó filmek, sorozatok: The Oklahoma Kid, Rodney, Rumble Fish, Watchmen, Tulsa királya

## Közlekedés
A várost érintő fontosabb utak az Interstate 44, az Interstate 244, és a Route 66. A város buszvállalata, a Tulsa Transit 21 útvonalon 97 járművet üzemeltet. A Tulsai Nemzetközi Repülőtér 9 kereskedelmi járatot és évi 3 millió utast fogad, 2007-ben kibővítették. A város másik repülőtere a Richard Lloyd Jones Jr. repülőtér, amely a város nyugati részén található és Oklahoma állam legforgalmasabb repülőtere.

## Sportélete
- A város női kosárlabdacsapata 2010-től 2015-ig a Tulsa Shocks volt.
- 1999 és 2011 között ATP-tenisztornát rendeztek itt.
- A város labdarúgócsapata a Tulsa Roughnecks, amely az United Soccer League-ben szerepel, mérkőzéseit az ONEOK Fielden játssza.
- A legnépszerűbb sportágak a labdarúgás, a jégkorong, a baseball, a golf és a kerékpározás. A városban rendezik meg évente a Chili Bowl fedettpályás motorversenyt.

## Nevezetességei
- Az 1939-ben megnyílt Philbrook művészeti múzeum, az USA 50 legjobb szépművészeti múzeumának egyike.
- Az Edward Buehler Delk tervezte 104,5 m magas Philtower épület, 1928-ban készült el.
- Az 1943-ban megnyílt Gilcrease Múzeum, nevét Thomas Gilcrease műgyújtőről kapta.
- A Minoru Yamasaki által tervezett Tulsa Performing Arts Center, ami 1977 márciusában nyílt meg.
- Woody Guthrie Center, 2013-ban nyílt meg.
- Tulsai Légi és Űrmúzeum és Planetárium
- Art déco Múzeum
- Woodward park, 18 hektáros botanikus kert és arborétum, nevét Helen Woodwardról, eredeti tulajdonosáról kapta.
- Az 1953-ban készült, olajipari munkást ábrázoló, 23 m magas, 19 700 kg súlyú Golden Driller szobor, az USA 6. legmagasabb szobra.
- Tulsai állatkert, 2005-ben a Microsoft Game Studios az Amerikai Egyesült Államok kedvenc állatkertjének választotta.

## Testvérvárosai
- Tiberias
- Amiens
- Kaohsziung
- Celle
- Pejhaj
- Ucunomija
- Zelenográdi közigazgatási körzet
- San Luis Potosí

## Nevezetes szülöttei
- Pamela Bach, színésznő
- Dick Bass, vállalkozó, hegymászó
- Elvin Bishop, énekes
- Garth Brooks, countryénekes
- Elizabeth Carolan, birkózó
- David Duke, politikus
- Blake Edwards, filmrendező
- Felix Jones, amerikaifutball-játékos
- Jennifer Jones, színésznő
- Dallas Keuchel, baseball-játékos
- Kenny Monday, olimpiai bajnok birkózó
- John Starks, kosárlabdázó
- Heather Langenkamp, színésznő
- Patti Page, énekesnő
- Daniel Patrick Moynihan, politikus, szociológus
- Jeanne Tripplehorn, színésznő
- Alfre Woodard, színesznő, producer

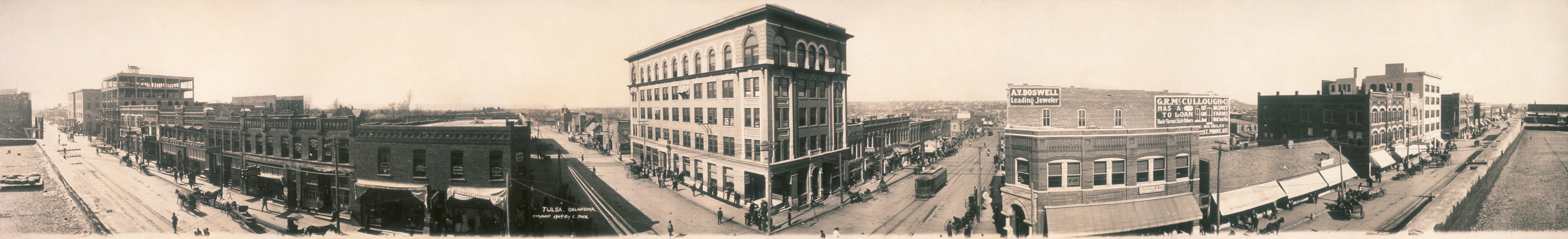
Tulsa panorámaképe 1909-ből

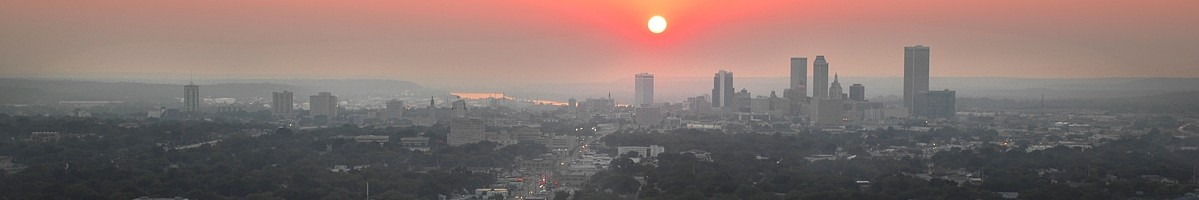
Tulsa belvárosa 2008-ban

- Bill Hader, színész-humorista